# 2026-os labdarúgó-világbajnokság-selejtező (UEFA – A csoport)
A 2026-os labdarúgó-világbajnokság európai selejtező, A csoportjának eredményeit tartalmazó lapja. A csoportban a csapatok körmérkőzéses, oda-visszavágós rendszerben játszanak egymással. A csoport győztese kijut a világbajnokságra, a csoport második helyezettje pótselejtezőn vesz részt.
A csoportban Németország, Szlovákia, Észak-Írország és Luxemburg szerepel. Németország a Nemzetek Ligája 4. negyeddöntőjének győzteseként került a csoportba.

## Tabella
| Hely. | Csapat         | M | Gy | D | V | G+ | G– | Gk | P | Továbbjutás                      |          | Németország | Szlovákia | Észak-Írország | Luxemburg |
| ----- | -------------- | - | -- | - | - | -- | -- | -- | - | -------------------------------- | -------- | ----------- | --------- | -------------- | --------- |
| 1.    | Németország    | 0 | 0  | 0 | 0 | 0  | 0  | 0  | 0 | Kijut a 2026-os világbajnokságra |          | —           | nov. 17.  | szept. 7.      | okt. 10.  |
| 2.    | Szlovákia      | 0 | 0  | 0 | 0 | 0  | 0  | 0  | 0 | Pótselejtezőn vesz részt         |          | szept. 4.   | —         | nov. 14.       | okt. 13.  |
| 3.    | Észak-Írország | 0 | 0  | 0 | 0 | 0  | 0  | 0  | 0 |                                  |          | okt. 13.    | okt. 10.  | —              | nov. 17.  |
| 4.    | Luxemburg      | 0 | 0  | 0 | 0 | 0  | 0  | 0  | 0 |                                  | nov. 14. | szept. 7.   | szept. 4. | —              |           |

## Mérkőzések
A csoportok sorsolását 2024. december 13-án tartották Zürichben. A menetrendet az UEFA a sorsolást követően, aznap közzétette. Az időpontok közép-európai idő szerint, zárójelben helyi idő szerint értendők.
| 2025. szeptember 4. 20:45 |

| Luxemburg | – | Észak-Írország |
| --------- | - | -------------- |
|           |   |                |

|  |

| 2025. szeptember 4. 20:45 |

| Szlovákia | – | Németország |
| --------- | - | ----------- |
|           |   |             |

|  |

| 2025. szeptember 7. 20:45 |

| Luxemburg | – | Szlovákia |
| --------- | - | --------- |
|           |   |           |

|  |

| 2025. szeptember 7. 20:45 |

| Németország | – | Észak-Írország |
| ----------- | - | -------------- |
|             |   |                |

|  |

| 2025. október 10. 20:45 (19:45 UTC+1) |

| Észak-Írország | – | Szlovákia |
| -------------- | - | --------- |
|                |   |           |

|  |

| 2025. október 10. 20:45 |

| Németország | – | Luxemburg |
| ----------- | - | --------- |
|             |   |           |

|  |

| 2025. október 13. 20:45 (19:45 UTC+1) |

| Észak-Írország | – | Németország |
| -------------- | - | ----------- |
|                |   |             |

|  |

| 2025. október 13. 20:45 |

| Szlovákia | – | Luxemburg |
| --------- | - | --------- |
|           |   |           |

|  |

| 2025. november 14. 20:45 |

| Luxemburg | – | Németország |
| --------- | - | ----------- |
|           |   |             |

|  |

| 2025. november 14. 20:45 |

| Szlovákia | – | Észak-Írország |
| --------- | - | -------------- |
|           |   |                |

|  |

| 2025. november 17. 20:45 (19:45 UTC+0) |

| Észak-Írország | – | Luxemburg |
| -------------- | - | --------- |
|                |   |           |

|  |

| 2025. november 17. 20:45 |

| Németország | – | Szlovákia |
| ----------- | - | --------- |
|             |   |           |

|  |